# Diecéze Trapani
Diecéze Trapani (latinsky Dioecesis Drepanensis) je římskokatolická diecéze na italské Sicílii, která tvoří součást Církevní oblasti Sicílie. Je sufragánní vůči arcidiecézi palermské.

## Stručná historie
Až do ovládnutí Sicílie Araby bylo Trapani součástí Diecéze Lilybaeum, který možná také sídlil v Trapani. Po dobytí SicÍlie Normany se Trapani stalo součástí Diecéze Mazara del Vallo. Diecéze byla v Trapani zřízena v roce 1844 jako součást provincie arcidiecéze palermské.